# Gymnogryllus malayanus
Gymnogryllus malayanus is een rechtvleugelig insect uit de familie krekels (Gryllidae). De wetenschappelijke naam van deze soort is voor het eerst geldig gepubliceerd in 1996 door Desutter-Grandcolas.